# Condylostylus longipilus
Condylostylus longipilus är en tvåvingeart som beskrevs av Octave Parent 1929. Condylostylus longipilus ingår i släktet Condylostylus och familjen styltflugor.
Artens utbredningsområde är Panama. Inga underarter finns listade i Catalogue of Life.